# Veselí nad Moravou
Pour les articles homonymes, voir Veselí.
Veselí nad Moravou (en allemand : Wessely an der March) est une ville du district de Hodonín, dans la région de Moravie-du-Sud, en Tchéquie. Sa population s'élevait à 10 623 habitants en 2024.

## Géographie
Veselí nad Moravou est arrosée par la Morava, un affluent du Danube, et se trouve à 15 km au sud-ouest d'Uherské Hradiště, à 22 km au nord-est de Hodonín, à 63 km à l'est-sud-est de Brno et à 247 km au sud-est de Prague.
La commune est limitée par Moravský Písek au nord-ouest, par Uherský Ostroh au nord et au nord-est, par Blatnice pod Svatým Antonínkem à l'est, par Lipov, Hroznová Lhota et Kozojídky au sud, par Vnorovy au sud-ouest, et par Bzenec à l'ouest.

## Histoire
La première mention écrite de la localité date de 1261.

## Population
Recensements (*) ou estimations de la population :
| 1869* | 1880* | 1890* | 1900* | 1910* | 1921* |
| ----- | ----- | ----- | ----- | ----- | ----- |
| 4 677 | 4 894 | 5 120 | 5 542 | 5 676 | 5 795 |

| 1930* | 1950* | 1961* | 1970*  | 1980*  | 1991*  |
| ----- | ----- | ----- | ------ | ------ | ------ |
| 6 250 | 6 237 | 7 387 | 10 512 | 12 464 | 12 516 |

| 2001*  | 2011*  | 2015   | 2016   | 2017   | 2018   |
| ------ | ------ | ------ | ------ | ------ | ------ |
| 12 256 | 11 266 | 11 319 | 11 229 | 11 160 | 11 116 |

| 2019   | 2020   | 2021*  | 2022   | 2023   | 2024   |
| ------ | ------ | ------ | ------ | ------ | ------ |
| 11 006 | 10 889 | 10 355 | 10 577 | 10 642 | 10 523 |

## Administration
La commune se compose de trois sections :
- Milokošť
- Veselí nad Moravou
- Zarazice

## Patrimoine

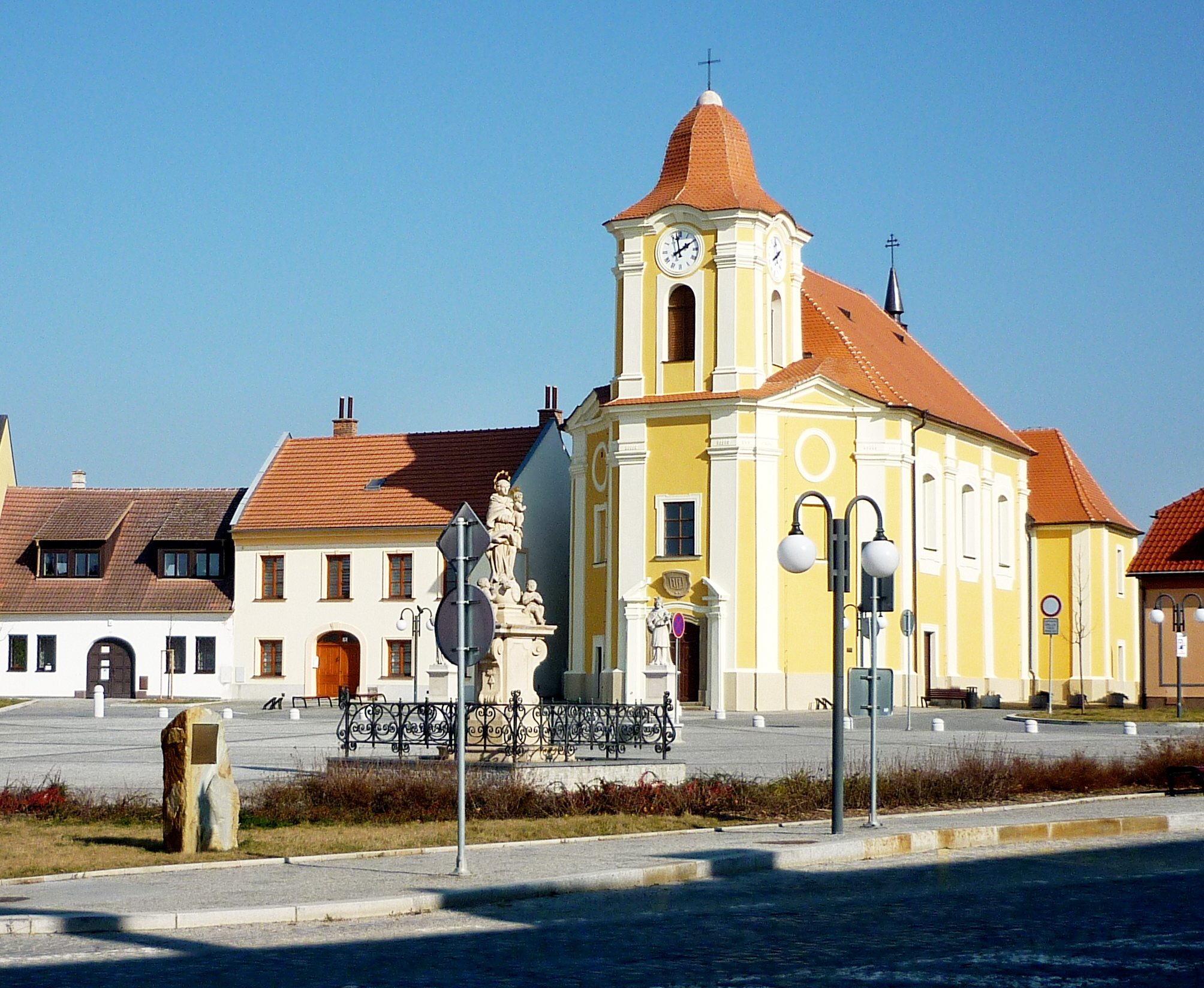
Église Saint-Barthélemy.
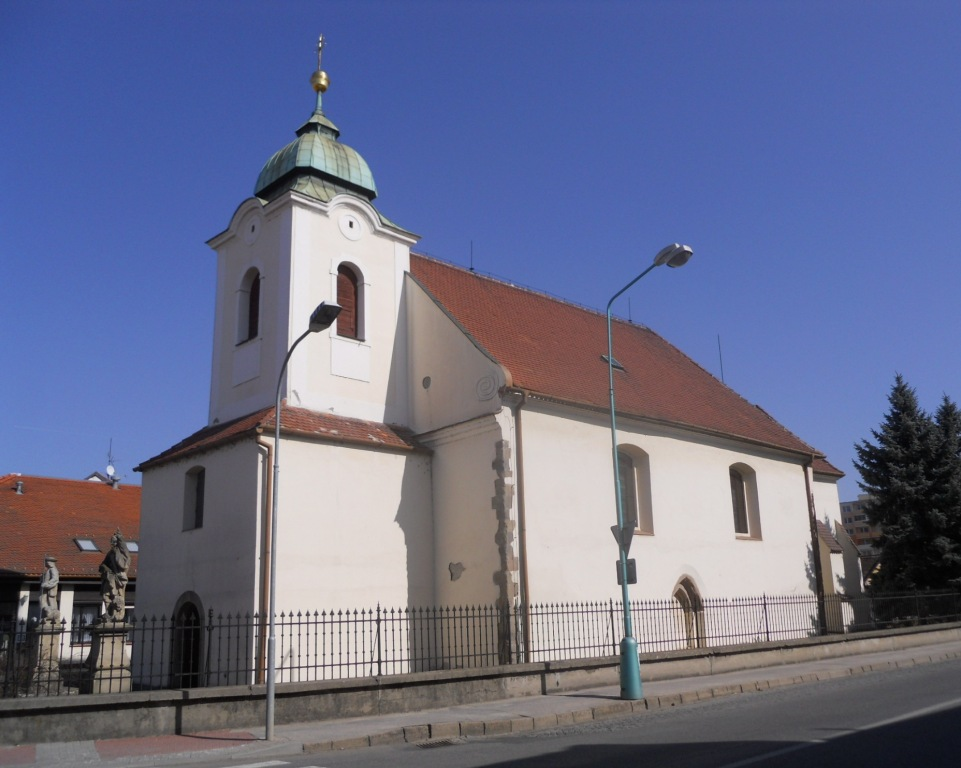
Église de la Vierge Marie.

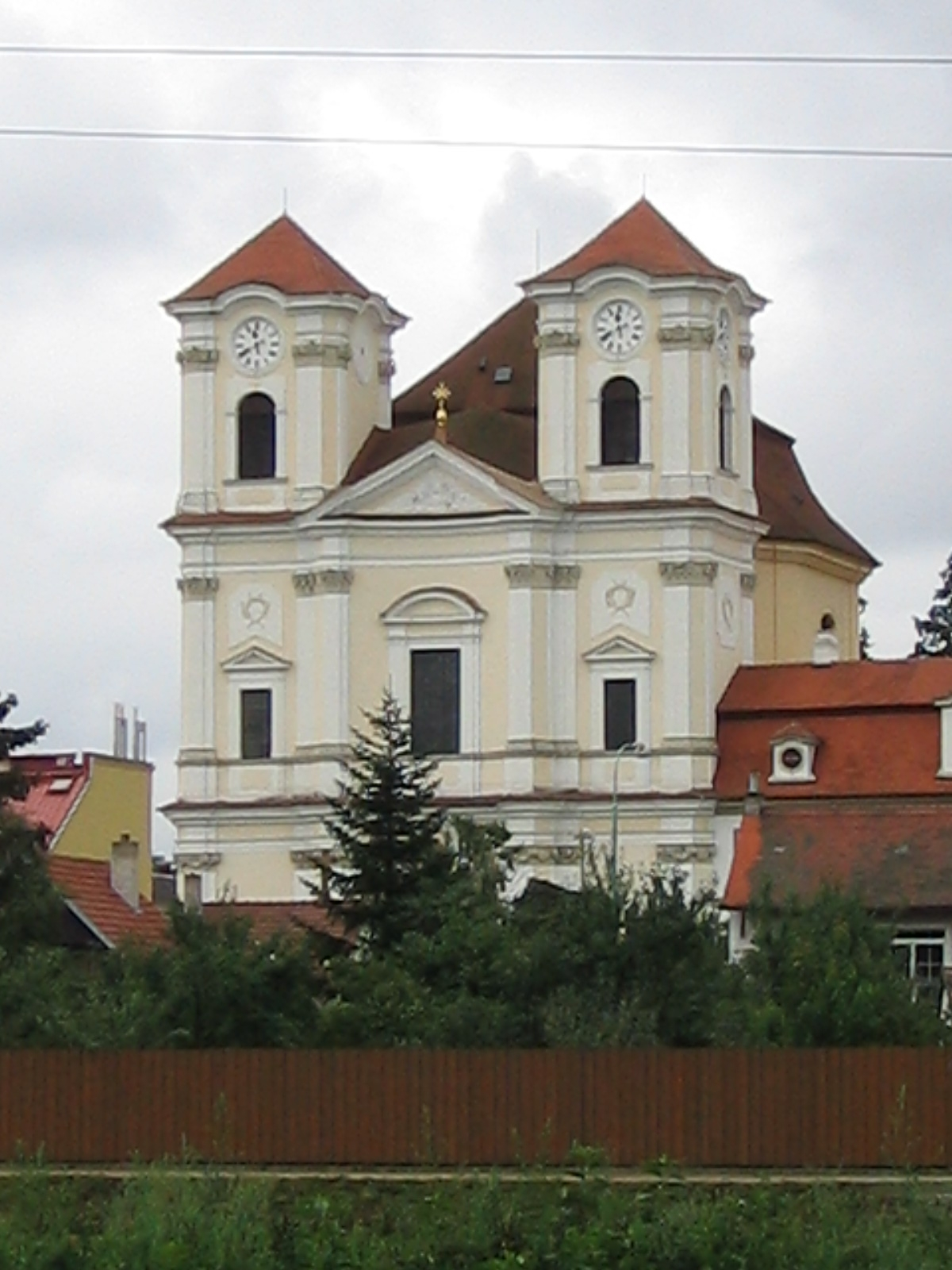
Église des Saint-Anges gardiens.
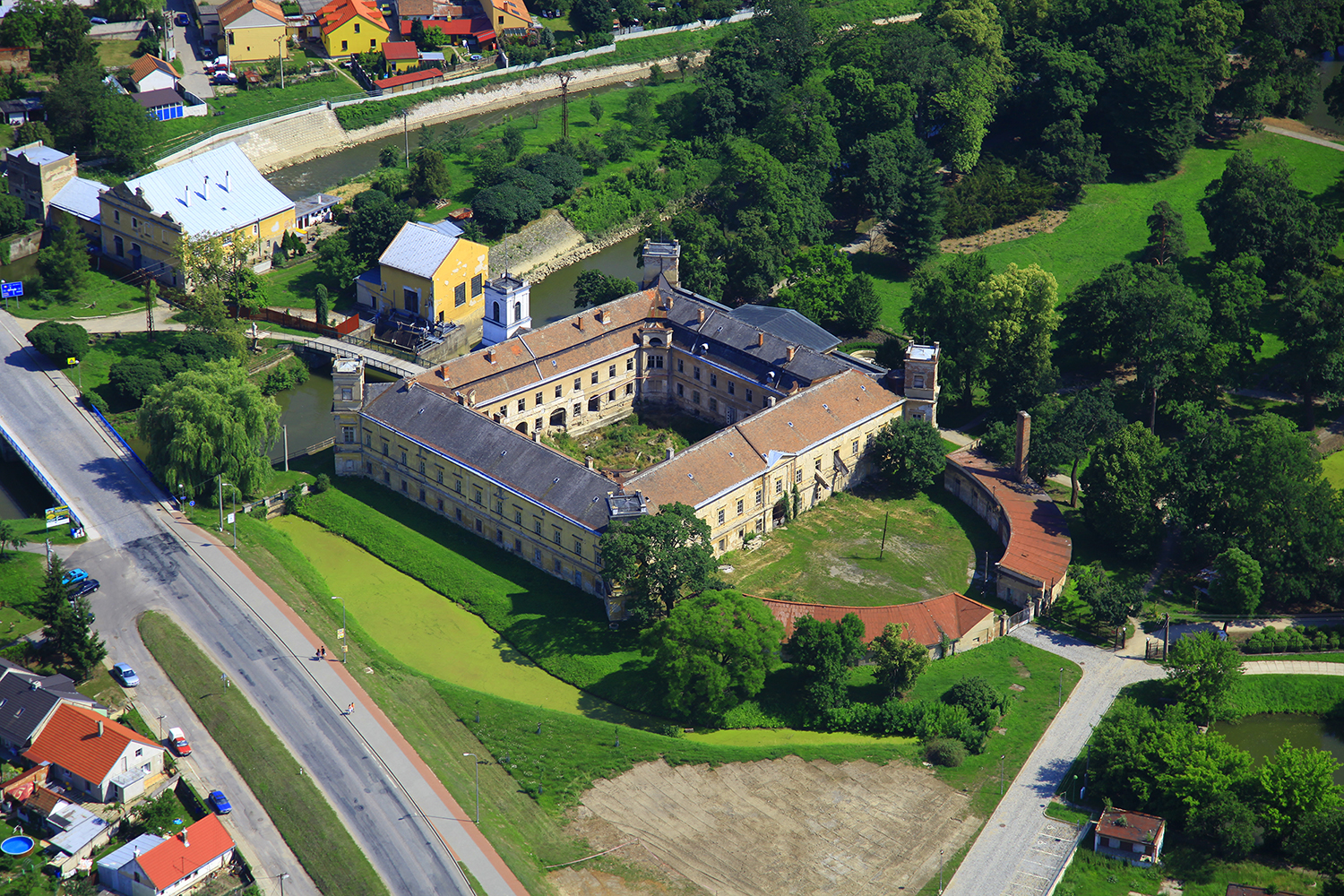
Château de Veselí nad Moravou.

## Jumelages
La ville de Veselí nad Moravou est jumelée avec :
- Crespellano (Italie)
- Żnin (Pologne)
- Malacky (Slovaquie)